# 莫里茨·延茲
莫里茨·延茲（德語：Moritz Jenz；1999年4月30日—）是一位德國足球運動員，在場上的位置是中後衛。他現在效力於美因茨05（沃尔夫斯堡外借）。